# Aglaia costata
Aglaia costata là một loài thực vật]] thuộc họ Meliaceae. Đây là loài đặc hữu của Philippines.